# 阪本雅司
阪本 雅司（さかもと まさし、1959年 - ）は、日本の経営者、富士フイルムビジネスイノベーションジャパン会長。富士フイルムビジネスイノベーション（旧：富士ゼロックス）取締役。

## 経歴
1984年 大阪工業大学大学院経営工学専攻修士課程修了。同年、富士ゼロックス（現在の富士フイルムビジネスイノベーション）入社。2013年 同社執行役員国内グローバルサービス営業事業担当。2017年 同社常務執行役員国内営業事業担当。2019年 同社取締役常務執行役員国内営業担当。2020年 同社取締役専務執行役員営業全般管掌。2021年 富士フイルムビジネスイノベーションジャパン代表取締役社長。